# Doeko Bosscher
Doeko Fritz Jan Bosscher (Heiloo, 29 juli 1949), is een Nederlands historicus, schrijver en dichter.
Hij is de jongere broer van de historicus Flip Bosscher (1936-2011).

## Biografie
Doeko Bosscher studeerde geschiedenis aan de Rijksuniversiteit Groningen (RuG) en promoveerde aldaar in 1980 op een proefschrift over de nagedachtenis van Hendrikus Colijn in zijn eigen politieke kring. Dit proefschrift was getiteld Om de erfenis van Colijn: de ARP op de grens van twee werelden 1939-1952. In 1978 werd hij voor de Partij van de Arbeid gemeenteraadslid van de toenmalige gemeente Warffum. Tussen 1982 en 1990 was hij aldaar wethouder. Deze ambtsperiode werd onderbroken door een verblijf van tien maanden als 'Fulbright Scholar' in de Verenigde Staten.
In 1991 werd hij benoemd tot hoogleraar eigentijdse geschiedenis aan de Rijksuniversiteit Groningen. Het jaar erop hield hij zijn oratie met als titel De dood van een metselaar en het begin van de jaren zestig in Nederland. Van 1994 tot 1998 was hij decaan van de Groninger Faculteit der Letteren. Van 1998 tot en met 2002 was hij rector magnificus van de universiteit. Hij werd als rector opgevolgd door Frans Zwarts. In 2000 ontving hij een eredoctoraat van de Central Michigan University.

## Auteur
Naast zijn wetenschappelijke publicaties verscheen in 2004 van Bosscher de roman Strandvondst. Door de jaren heen verschenen bundels (onder andere van Uitgeverij Passage) waarin verspreide poëzie van hem is opgenomen.